# Tigil (Ort)
Tigil (russisch Тиги́ль) ist ein Dorf (Selo) in der Region Kamtschatka (Russland) mit 1691 Einwohnern (Stand 14. Oktober 2010).

## Geographie
Der Ort liegt im nordwestlichen Zentralteil der Halbinsel Kamtschatka etwa 520 Kilometer Luftlinie nördlich des Regionsverwaltungszentrums Petropawlowsk-Kamtschatski am rechten Ufer des gleichnamigen Flusses Tigil. Von der Küste des Ochotskischen Meeres ist Tigil 40 Kilometer entfernt.
Tigil ist Verwaltungszentrum des gleichnamigen Rajons Tigil. Gut ein Viertel der Einwohner des Ortes sind Angehörige der indigenen Bevölkerung, vorwiegend Korjaken und Itelmenen.

## Geschichte
Der Ort wurde 1747 von Kosaken gegründet und nach dem Fluss benannt; wenig später entstand ein Ostrog (Tigilskaja krepost, „Tigil-Festung“). Seine militärische Bedeutung als russischer Stützpunkt bei der Unterwerfung der indigenen Bevölkerung des Gebietes verlor Tigil bis gegen Ende des 18. Jahrhunderts, blieb aber bis zur Gründung von Palana im 20. Jahrhundert bedeutendste russische Ansiedlung in diesem Teil der Halbinsel Kamtschatka.
Am 21. August 1927 wurde der Ort Verwaltungszentrum eines neu geschaffenen Rajons, der ab 1930 Teil des bis 2007 als selbständiges Föderationssubjekt bestehenden Autonomen Kreises der Korjaken war.

### Bevölkerungsentwicklung
| Jahr | Einwohner |
| ---- | --------- |
| 1939 | 879       |
| 1959 | 1473      |
| 1970 | 2351      |
| 1979 | 3030      |
| 1989 | 3233      |
| 2002 | 2132      |
| 2010 | 1691      |

Anmerkung: Volkszählungsdaten

## Kultur und Sehenswürdigkeiten
In Tigil befindet sich seit 1997 das Heimatmuseum des Rajons.

## Wirtschaft und Infrastruktur
Tigil ist logistisches Zentrum eines Gebietes, in dem vorwiegend Forstwirtschaft, Fischerei, Pelztierjagd und Rentierhaltung betrieben werden.
Unweit des Ortes liegt ein kleiner Flughafen (ICAO-Code UHPG), von dem Verbindung nach Petropawlowsk-Kamtschatski besteht. Über größtenteils unbefestigte, mit geländegängigen und teils nur im Winter befahrbare und derzeit im langsamen Ausbau befindlichen Pisten ist Tigil mit den Dörfern im südwestlichen Teil des Rajons wie Ust-Chairjusowo sowie mit Esso verbunden, wo an das regionale Straßennetz der Halbinsel Anschluss besteht. In die gut 150 km nordöstlich gelegene Siedlung Palana (bis 2007 Hauptstadt des Autonomen Kreises der Korjaken) führt eine Allwetterstraße.

## Söhne und Töchter des Orts
- Radi Schalin (1933–2006), Werkstoffwissenschaftler